# Chelarctus
Chelarctus is een geslacht van kreeftachtigen uit de familie van de Scyllaridae.

## Soorten
- Chelarctus aureus (Holthuis, 1963)
- Chelarctus crosnieri Holthuis, 2002
- Chelarctus cultrifer (Ortmann, 1897)
- Chelarctus virgosus Yang & Chan, 2012